# Åsele (comune)
Åsele è un comune svedese di 3 085 abitanti, situato nella contea di Västerbotten. Il suo capoluogo è la cittadina omonima.

## Località
Nel territorio comunale sono comprese le seguenti aree urbane (tätort):
- Åsele
- Fredrika